# Ferrari F1/86
Der Ferrari F1/86 war der Formel-1-Rennwagen der Scuderia Ferrari, der 1986 in der Formel-1-Weltmeisterschaft einsetzt wurde.

## Entwicklungsgeschichte und Technik
Designer war der Brite Harvey Postlethwaite, der schon für den Vorgänger Ferrari 156/85 verantwortlich war. Der F1/86 basierte auf dem Vorjahreswagen und wurde nur für die neue Saison überarbeitet. Der 156/85 war zwar ein schnelles Auto, allerdings unzuverlässig. Im Wesentlichen zielten die Änderungen auf die Zuverlässigkeit des Wagens ab.
Von außen erkennbar waren die größeren Abmessungen des neuen Fahrzeugs und die Änderung der Motorhaube, die den Überrollbügel umschloss, wodurch der Motor besser gekühlt werden sollte. Der Motor Tipo 032 war eine Weiterentwicklung der schon in den Vorjahren eingesetzten Motoren. Als einziges Team setzte Ferrari dabei auf einen Motor mit einem Zylinderbankwinkel von 120°. Er galt als das stärkste Aggregat der Saison 1986.

## Fahrer
Wie auch im Vorjahr bestand die Fahrerpaarung aus dem Italiener Michele Alboreto und dem Schweden Stefan Johansson.

## Renngeschichte
Das Ziel einen schnellen und zugleich standfesten Rennwagen zu konstruieren wurde verfehlt. Im Vergleich zur Vorsaison war der Wagen nicht nur langsamer als die Konkurrenz, sondern wie sein Vorgänger nicht zuverlässig genug. Zwar hatte Ferrari den stärksten Motor, konnte diesen Vorteil allerdings im Kampf um die Weltmeisterschaft nicht nutzen. Der Motor litt unter zu hohen Temperaturen. Die Lufteinlässe zu vergrößern war nicht möglich, da dadurch die Aerodynamik verschlechtert worden wäre.
Das größte Problem war die Weiterentwicklung des Wagens. Für die Bereiche Chassis und Motor arbeiteten eigene Ingenieurteams, wobei sich die Abteilung Chassis immer nach den Vorgaben des Motors richten musste. Somit war es schwer möglich die Motorleistung auch umzusetzen. Als ein weiteres schwerwiegendes Problem stellte sich der Zylinderbankwinkel von 120° heraus. Der Motor war dadurch im Vergleich zur Konkurrenz sehr breit, sodass das Chassis dementsprechend auch sehr breit war. Infolgedessen wurde für die Saison 1987 ein neuer Motor mit einem Zylinderbankwinkel von 90° konstruiert.
Durch diese Probleme war Ferrari in der Saison 1986 nicht konkurrenzfähig. Es konnte weder eine Pole-Position, eine schnellste Runde oder gar ein Rennsieg erreicht werden. Für Ferrari war es die erste sieglose Saison seit 1980. Lediglich 5 Podestplätze – vier dritte Plätze durch Stefan Johansson und ein zweiter Platz durch Michele Alboreto wurden erzielt. Ferrari beendete die Saison als Vierter der Gesamtwertung mit 37 Punkten.

## Ergebnisse
| Fahrer               | Nr.                  | 1   | 2   | 3  | 4   | 5 | 6   | 7   | 8   | 9   | 10  | 11  | 12 | 13  | 14 | 15  | 16  | Punkte | Rang |
| -------------------- | -------------------- | --- | --- | -- | --- | - | --- | --- | --- | --- | --- | --- | -- | --- | -- | --- | --- | ------ | ---- |
| Formel-1-Saison 1986 | Formel-1-Saison 1986 |     |     |    |     |   |     |     |     |     |     |     |    |     |    |     |     | 37     | 4.   |
| M. Alboreto          | 27                   | DNF | DNF | 10 | DNF | 4 | 8   | 4   | 8   | DNF | DNF | DNF | 2  | DNF | 5  | DNF | DNF | 37     | 4.   |
| S. Johansson         | 28                   | DNF | DNF | 4  | 10  | 3 | DNF | DNF | DNF | DNF | 11  | 4   | 3  | 3   | 6  | 12  | 3   | 37     | 4.   |

| Legende  | Legende            | Legende                                                          |
| Farbe    | Abkürzung          | Bedeutung                                                        |
| -------- | ------------------ | ---------------------------------------------------------------- |
| Gold     | –                  | Sieg                                                             |
| Silber   | –                  | 2. Platz                                                         |
| Bronze   | –                  | 3. Platz                                                         |
| Grün     | –                  | Platzierung in den Punkten                                       |
| Blau     | –                  | Klassifiziert außerhalb der Punkteränge                          |
| Violett  | DNF                | Rennen nicht beendet (did not finish)                            |
| Violett  | NC                 | nicht klassifiziert (not classified)                             |
| Rot      | DNQ                | nicht qualifiziert (did not qualify)                             |
| Rot      | DNPQ               | in Vorqualifikation gescheitert (did not pre-qualify)            |
| Schwarz  | DSQ                | disqualifiziert (disqualified)                                   |
| Weiß     | DNS                | nicht am Start (did not start)                                   |
| Weiß     | WD                 | zurückgezogen (withdrawn)                                        |
| Hellblau | PO                 | nur am Training teilgenommen (practiced only)                    |
| Hellblau | TD                 | Freitags-Testfahrer (test driver)                                |
| ohne     | DNP                | nicht am Training teilgenommen (did not practice)                |
| ohne     | INJ                | verletzt oder krank (injured)                                    |
| ohne     | EX                 | ausgeschlossen (excluded)                                        |
| ohne     | DNA                | nicht erschienen (did not arrive)                                |
| ohne     | C                  | Rennen abgesagt (cancelled)                                      |
| ohne     | keine WM-Teilnahme |                                                                  |
| sonstige | P/fett             | Pole-Position                                                    |
| sonstige | 1/2/3/4/5/6/7/8    | Punktplatzierung im Sprint-/Qualifikationsrennen                 |
| sonstige | SR/kursiv          | Schnellste Rennrunde                                             |
| sonstige | *                  | nicht im Ziel, aufgrund der zurückgelegten Distanz aber gewertet |
| sonstige | ()                 | Streichresultate                                                 |
| sonstige | unterstrichen      | Führender in der Gesamtwertung                                   |